# Huis De Pottere
Het Huis De Pottere was een kasteel in het Nederlandse dorp Noordgouwe, provincie Zeeland.

## Geschiedenis
Het is niet duidelijk of er al in de middeleeuwen sprake was van een kasteel. Het geslacht De Hont leverde in de 14e eeuw de eerste heren van Noordgouwe en mogelijk hebben zij het kasteel als verblijfplaats gebruikt.
Waarschijnlijker echter is dat het kasteel pas eind 16e eeuw is gebouwd. Als bouwheer zou dan de jonkheer Hendrik De Pottere († 1620) gelden, die in 1587 met Agatha van Wissekerke trouwde en zich vestigde op zijn nieuwe kasteel in Noordgouwe. Hij zal het kasteel vooral hebben gebruikt als buitenplaats, want zijn leven vond hoofdzakelijk plaats in Zierikzee.

### Pottere Hofjes
Hendriks dochter Maria trouwde in 1622 met de Engelsman ridder John Conyers. Het stel bleef kinderloos. Maria overleed in 1650 en had een legaat nagelaten om vijf woningen te kunnen bouwen voor weduwen. Haar man liet in 1651 tegenover de slotlaan deze zogenaamde Pottere Hofjes (ook wel Conyershuisjes genoemd) optrekken.

### Boerderij
Het kasteel bleef tot 1724 in bezit van de familie De Pottere. Vijf jaar later werd de erfenis toegewezen aan de Zutphense burgemeester Walter Herman Sloet. Hij liet het kasteel in 1729 omvormen tot een boerderij. Enkele delen van het kasteel zijn als binnenmuren van de boerderij behouden gebleven.

## Beschrijving
Een tekening van Cornelis Pronk uit de 18e eeuw toont een in oorsprong 16e-eeuws kasteeltje. Het kasteelcomplex had een U-vorm, waarbij aan de voorzijde een muur met toegangspoort de twee zijvleugels met elkaar verbond en zo een binnenplaats creëerde. Aan de westzijde van het kasteeltje waren enkele aanbouwen gerealiseerd.
De eigenaren hadden het recht om duiven te houden, zoals blijkt uit de duivengaten in de gevel van de rechter zijvleugel. Mogelijk hadden zij ook het recht van zwanendrift.
In 1729 werd het kasteel grotendeels afgebroken en omgevormd tot een boerderij. Binnen deze boerderij met de naam Huize Potte bevinden zich enkele binnenmuren die vanwege hun dikte restanten zullen zijn van het kasteeltje.
De Pottere Hofjes liggen tegenover het kasteel en zijn gebouwd in 1651. De vijf weduwenhuisjes vormen een aaneengesloten rij en zijn een rijksmonument.
Aldegonde · Kasteel van Axel · Baarland · Baarsdorp · Barbestein · Biervliet · Bieweg · Blodenburg · Huis der Boede · Brijdorpe · Bruëlis · 't Burchtje · Burggravensteen · Buttinge · Coxijde · Crayenstein · Duinbeek · Duivelsberg · Ellewoutsdijk · Filippenburg · Geersdijk · Gistellis · Gravenhof · Slot Haamstede · Kasteel Hellenburg · Herkestein · Heuvelsweg · Hoge Huis · Ter Hooge · Hoogkamer · Kats · Kind van Trente · Kleverskerke · Kortgene · Kreke · Kruiningen · Laterdale · Lodijke · Maalstede (Hulst) · Maalstede (Kapelle) · Magdalon · Hof Ter Moere · Moermond · Te Mortiere · Muiden · Hof ter Nisse (Nisse) · Hof ter Nisse (Ossenisse) · Oostende · Oostende (Goes) · Oosterstein · Poelvoorde · Poortvliet · Popkensburg · De Pottere · Poucques · Pronkenburg · Ravenstein · Saeftingher Slot · Kasteel van Sint-Maartensdijk · Schengen · Sluis · Smallegange · Stavenisse · Tolhuis van Iersekeroord · Huus ter Tolne · Torenberg · Torenhoeve · Toren van Bourgondië · Troye · Valkenisse · Vinninghen · Vlissingen · Voorhoute · Waarde · Watervliet · Weldamme · Welland · Huis te Werf · Te Werve · Westenschouwen · Westhove · Westkerke · Windenburg · Zandenburg · Zwanenburg